# Lloyd Sealy Library
A Lloyd George Sealy Library é a biblioteca do campus do John Jay College of Criminal Justice, Universidade da Cidade de Nova Iorque. Localizada em Haaren Hall, a biblioteca é especializada em materiais de justiça com relações criminais.

## Visão global
A Lloyd Sealy Library serve os alunos, professores e funcionários da faculdade John Jay College of Criminal Justice. Outros membros atuais da comunidade CUNY e pesquisadores aprovados também têm acesso à biblioteca e suas coleções.
Localizada no primeiro e segundo andares do Haaren Hall, a biblioteca abriga espaço para estudo, laboratórios de informática, pilhas (coleta de circulação aberta), de referência (coleta não-circulantes aberto) e coleções especiais (cobrança não-circulantes aberta e fechada). A entrada do primeiro andar é ladeado para a Sala Reservada do laboratório de informática e o Niederhoffer Lounge, nomeado por Arthur Niederhoffer, um dos membros fundadores do corpo docente do colégio.
A partir de 2013, 17 docentes e 17 funcionários e bibliotecários adjuntos trabalham na biblioteca. Justiça Criminal. Outros membros atuais da comunidade CUNY e pesquisadores aprovados também têm acesso à biblioteca e suas coleções.

## História
John Jay College of Criminal Justice foi criada em 1964 e abriu as portas para os policiais inscritos em 1965. Na época, a faculdade foi localizada no edifício da Academia de Polícia, na East 20th St., em que 3.085 pés quadrados foram atribuído à Biblioteca. O primeiro chefe bibliotecário foi Howard D. Washburn, e sob sua liderança, mais dois bibliotecários foram contratados antes de 1967. A biblioteca começou a acumular suas coleções com base nas recomendações do corpo docente da faculdade. Além disso, a Biblioteca fez acordos com agências de justiça criminal em todo o país, incluindo o Departamento de Polícia de Nova York, cujos relatórios anuais e guias de patrulha são depositados na biblioteca.
Quando a faculdade expandiu, o mesmo se fez com a Biblioteca. No final da década de 1960, seu acervo foi dividido entre a Academia de Polícia em construção, 360 Park Avenue South, e no andar superior da livraria Strand Bookstore. Em 1974, a Biblioteca consolidou a sua coleção e mudou-se para o novo prédio da faculdade, North Hall, localizado na West 59th St. e 10th Ave., sob a liderança do chefe bibliotecário Carol Alexander. O próximo chefe bibliotecário, Eileen Rowland, foi nomeado em 1977, época em que a coleção da Biblioteca tinha crescido para mais de 100.000 livros e mídia.
Em 1988, John Jay compra Haaren Hall, o prédio do outro lado do North Hall. Como o interior do edifício estava sendo projetado, "a administração pressionou desde o início para a biblioteca para ser seu ponto focal" para enfatizar o compromisso da universidade com o ensino superior. A Biblioteca foi transferida para amplas instalações no primeiro e segundo andares do Haaren Hall. Marilyn Lutzker assumiu como chefe bibliotecário em 1989. Em 1991, o John Jay College Library foi renomeado de Lloyd George Sealy Library, em homenagem a um dos professores mais respeitados do John Jay.
Em 1995, Larry E. Sullivan tornou-se chefe bibliotecário, depois de ter servido como Chefe de Obras Raras e Coleções Especiais da Biblioteca do Congresso.

## Coleções
A Biblioteca passou a deter mais de 500 mil livros, periódicos, microfilmes e coleções digitais. Suas participações são particularmente fortes em justiça criminal e áreas relacionadas, incluindo a ciência forense, psicologia forense e ciência do fogo, além de ciências sociais, direito e administração pública. Além disso, a Biblioteca oferece à comunidade John Jay, com acesso a mais de 300 bancos de dados de assinatura, mais de 160 mil revistas e jornais, e mais de 65 mil ebooks.

### Coleções Especiais
As coleções especiais guardam milhares de livros raros e materiais exclusivos relacionados à justiça criminal. As coleções especiais também abrigam os arquivos da faculdade John Jay College of Criminal Justice.
A Biblioteca mantém os papéis de:
- Lloyd Sealy, membro do corpo docente e o primeiro oficial afro-americano do NYPD para fazer posição como o comandante de uma esquadra da polícia;
- Benjamin Ward, o primeiro afro-amricano de New York City Police Commissioner;
- Albert DeSalvo, criminoso que alegou ser o Estrangulador de Boston;
- James Fyfe, renomado criminalista;
- Flora Rheta Schreiber, autora de Sybil;
- William C. Dodge, proeminente advogado americano;
- Richard Louis Dugdale, o sociólogo que escreveu sobre o Jukes;
- Burton Turkus, o advogado que processou os membros da Murder Inc.;
- Gary McGivern, um criminoso americano;
- Horatio Bottomley, um político britânico e vigarista;
- Marvin E. Frankel, o jurista renomado;
- A Mollen Commission, nomeado para investigar a corrupção na polícia de Nova York.